# Метоаки
Метоаки (на английски: Metoac)е колективен термин, под който са групирани няколко северноамерикански индиански племена, живеещи на остров Лонг Айлънд. Тези индианци живеят на острова от векове. Те нямат колективно име за себе си. През времето са използвани различни имена за тях като „хамеко“ или „манхатан“, но по – често са наричани монтауки, по името на най – мощното племе на острова.
Метоаките говарят алгонкински език с два диалекта. Източните метоаки – монтауки и шинекок говорят Y – диалект, подобен на езиците на пекуот, мохеган, ниантик и нарагансет, докато останалите говорят R – диалект, идентичен с езиците на матабесиките и уапингър.

## Култура
Метоаките, подобно на племената в южна Нова Англия са предимно земеделци, допълвайки диетата си с лов и риболов. Въпреки че живеят в постоянни села те редовно се движат със сезоните в точно определени територии, за да се възползват максимално от природните ресурси. Селата им са обикновено малки и неукрепени. Основно жилище е куполовиден вигвам. В едно село живеят по няколко патриархални семейства, водени от вожд. Не съществува племенна или наследствена собственост, освен вампумите, които се предават в рода от баща на син. Вампумите са основно платежно средство в междуплеменната търговия, а и в по – късната търговия с европейците. Северният бряг на Лонг Айлънд е най – добрият източник на мидени черупки за производството на вампуми в североизточната част на континента. Всяко лято хората събират мидени черупки в Лонг Айлънд Саунд и през зимата старателно ги обработват на малки мъниста. После манистата са нанизвани на дълги нишки наричани уампумпеаг, което по – късно е съкратено от англичаните на уампум (вампум). Метоаките търгуват тези вампуми с другите племена и просперират от тази търговия. Предавани от племе на племе техни вампуми достигат чак до Блек Хилс в Южна Дакота. Другите племена като делаварите, матабесиките, ниантик, пекуот и нарагансет също изработват вампуми, но те не са с такова качество като на метоаките. Вампумите са изработвани само от мъжете. Други мъжки задължения са лова, риболова и търговията. Жените се грижат обикновено за домакинството и нивите и събират различни растителни храни.
Родово – племенната им структура е доста пъстра и сложна. Обикновено всяко село е независимо. Няколко села разположени в даден район са свързани помежду си и така образуват племето, което няма върховен вожд. Липсата на силна централна власт показва, че почти не е имало междуплеменни конфликти.

## История
Преди 1600 г. метоаките живеят мирно на Лонг Айлънд и просперират от производството на вампуми. Необратимите промени започват скоро след идването на Хенри Хъдсън през 1609 г. Хъдсън проучва Делауеър Бей и устието на Хъдсън и се завръща в Европа с голям товар с ценни кожи. На следващата година друг кораб на холандската Източно индийска компания пристига в устието на Хъдсън, за да търгува с местните племена. Тъй като Лонг Айлънд и долното течение на Хъдсън са бедни на животни с ценна кожа, холандците игнорират тамошните племена и съсредоточават усилията си в търговията с мохиканите и мохоките нагоре по реката. През 1614 г. за целта холандците основават Форт Насау на юг от Олбани. През 1624 г. 30 холандски семейства пристигат и се заселват в родината на мохиканите, където започват строителството на новия пост Форт Ориндж. През 1628 г. ирокезите побеждават мохиканите и ги изтласкват на изток от река Хъдсън и поемат монопола върху търговията с холандците. Две години преди това саскуеханок на юг правят същото с делаварите. Междувременно холандците разширяват владенията си по северния бряг на Лонг Айлънд Саунд до Кънектикът и построяват търговски пост близо до Хартфорд.
Холандците бързо разбират каква голяма стойност имат вампумите сред индианците и когато започват да ги приемат като платежно средство за стоките си, тяхната стойност и предназначение се променят.
Живеейки на място бедно на животни с ценна кожа, пекуотите и западните ниантики започват масова изработка на вампуми, но те се оказват недостатъчни да задоволят апетита им за европейските стоки. За да се сдобият с повече и по-качествени вампуми те атакуват селата на метоаките и покоряват племената в северната част на острова.
От 1630 г. англичаните в Масачузетс също започват да използват вампумите като валута, а от 1637 г. те стават законно платежно средство в цяла Нова Англия.
Първите английски заселници пристигат в източната част на Лонг Айлънд през 1640 г. Дотогава много малко холандски колонисти живеят в западната част на острова. Въпреки че търгуват с индианците на Лонг Айлънд след 1610 г., холандското присъствие сред метоаките не започва до 1625 г., когато Петер Минуит купува остров Манхатън за 25 гулдена в стоки от племето манхатан. В южния край на острова холандците построяват малко селище, което наричат Ню Амстердам (бъдещият град Ню Йорк).
През 1639 г. холандската компания Уест Индия решава да разреши на холандските колонисти да участват самостоятелно в търговията, което води до драстично увеличаване на холандската емиграция към Нова Холандия. Това от своя страна води до незабавни конфронтации с местните племена. Въпреки че законът ги задължава да купуват земята от индианците, холандците не винаги са честни при сделките. Друг проблем става свободно пуснатият добитък на холандските фермери, който често навлиза в полетата с царевица на индианците.

### Война уапингър
През 1639 г. Компанията Уест Индия изпраща в Нова Холандия като губернатор Уилем Киефт със задачата да въдвори ред в разпуснатата колония. Заради няколко изчезнали прасета той изпраща 200 въоръжени мъже на Статън Айлънд да накажат раританите за кражбата. Холандците убиват няколко раритани. Раританите си отмъщават като опожаряват една ферма и убиват четирима холандски работници. В отговор Киефт обявява война на изтребление и обявява награда за глава на раритан. Положението още повече се влошава, когато вождът на нарагансет, Миантономо посещава селата на метоаките, за да ги привлече на своя страна във войната срещу мохеганите. Киефт тълкува погрешно посещението на вожда, мислейки че се готви всеобщо въстание срещу холандците.
През зимата на 1642 – 1643 г. мохоките атакуват селата на мънси западно от река Хъдсън, а мохиканите притискат на юг уапингър като атакуват първо селата на вескуасгите, убивайки няколко мъже и отвличайки много жени и деца. Оцелелите бягат на юг в Хакенсак и Тапан – делаварски села в Ню Джърси. Киефт вижда в това струпване на индианци близо до колонията заплаха за сигурността и решава да нанесе превантивен удар. С изненадваща атака срещу селата на вескуасгите и в последвалото клане, холандците убиват над 110 вескуасги и с това слагат началото на Войната уапингър (1643 – 1645). Подпомогнати от делаварите от Хакенсак и Тапан, вескуасгите отвръщат на удара с атаки на отдалечени холандски ферми. За кратко време холандците са притиснати от всички страни и повечето се укриват във Форт Амстердам. Киефт заповядва да се подготви всичко за обсада и изпраща въоръжени мъже да отнемат царевицата на метоаките. В резултат на това трима канарси са убити и метоаките влизат във войната, която бързо се разпространява в целия регион. В крайна сметка повече от 20 племена взимат участие в нея. Холандците са близо до пълно поражение, но през пролетта на 1643 г. успяват да подпишат мир с метоаките и да си осигурят мирно споразумение и с мохоките и мохиканите. След това Киефт предлага на англичаните в Кънектикът 25 000 гулдена да му помогнат. Колонистите в Кънектикът събират отряд от 120 доброволци и скаути мохегани и в началото на 1644 г. влизат във войната, Обединени с холандците те последователно атакуват селата на уапингър и техните съюзници. През март са нападнати селата на канарсите, мериките и масапекуа в западен Лонг Айлънд. По времето, когато вождовете идват да подпишат мира с холандците във Форт Амстердам, повече от 1600 индианци са убити. Метоаките, които пострадват най-много от войната (1000 убити) отказват да сложат оръжие. Уапингър молят мохиканите да посредничат в мирните преговори и метоаките накрая се съгласяват да прекратят военните действия. Договорът е подписан през август 1645 г. във Форт Ориндж. Според него, уапингър и западните метоаки са поставени под контрола на мохиканите и са принудени да им плащат годишен данък. Това автоматично прави мохиканите монополисти в търговията с вампуми. Като събирачи на данъка те използват уапингър и когато метоаките не платяли навреме, уапингър нападали селата им, а холандците стояли безучастно.

### Разпръсване на метоаките
През 1650 г. с договор от Хартфорд, холандците и англичаните разделят родината на метоаките. Холандците задържат западната част, където живеят канарсите, мериките, масапекуа, матинекок, несакуаките, рокауейте и секатоагите, а англичаните взимат източната част с корчаугите, манхасет, монтауките, пачогу, сетаукет, шинекоките и ункечауг. В същото време, за да избегнат плащането на данъка на мохиканите, западните метоаки започват да изоставят родината си. Някои мигрират на запад от река Хъдсън, където по-късно са абсорбирани от унамите и мънси. Други се преместват в английската част на острова. През 1653 г. нарагансетите и ниантиките прекосяват Лонг Айлънд Саунд и завладяват монтауките. През 1658 г. епидемия от едра шарка убива почти половината от останалите живи метоаки. До 1664 г. повечето от западните метоаки изоставят родината си и се местят западно от Хъдсън., а тези в източната част се концентрират в близост до английските селища. До 1666 г. само около 500 метоаки остават на острова и са настанени в два резервата. В резерватите населението им продължава да намалява, за да достигне до 162 метоаки през 1788 г. Скоро след това повечето се присъединяват към индианците Брадъртън и през 1833 г. заедно с тях се местят в Уисконсин.

## Съвременни групи метоаки
Някои метоаки предпочели да останат в родината си и днес в началото на 21 век продължават да живеят в двата резервата на острова – Шинекок и Пуспатук. Резервата Пуспатук е с площ от 0,293 кв. км и се намира в Мейстик в окръг Съфолк. Неговото население, предимно потомци на ункечауг възлиза на 280 души. Племето е признато от щата Ню Йорк, но не и от федералното правителство.
Резервата Шинекок е с площ от 3,4 кв. км и се намира до Саутхемптън в окръг Съфолк. Населението на резервата е 662 души (2010), от които 76,5 са потомци на шинекок. Племето получава федерално признаване през 2010 г.
Отделно от тях, друга група в Ийстхемптън твърди че са потомци на монтауките. Те нямат резерват и не са признати нито от щата, нито от федералното правителство, въпреки че групата има над 600 членове.

## Исторически племена на метоаките
- Канарси – в по – голямата част на окръг Кингс и по брега на залива Джамайка. Последният от тях умира през 1800 г.
- Матинекок – по брега от Нютаун до Смиттаун.
- Корчауги (Кочауг) -
- Манхасет (Манхансик) -
- Масапекуа (Марсапекуа, Маспет) -
- Мерики (Мероки, Мерикок, Меракук)
- Несакуаки (Мисакуогу)
- Пачогу (Пачоаг, Онечечауг) – по южния бряг на острова, в района на Уестхемптън.
- Рокауеи (Рокавеи, Речауег, Речкуаки)
- Секатоаг (Секатогу)
- Сетаукет (Сеиталкат)
- Ункечауг (Унчачауг, Ункуачи, Ункуачог, Унчечауги) – днес около 250 техни потомци живеят в резервата Пуспатук.
- Манхатан – на остров Манхатан. Тъй като острова е свързан с Лонг Айлънд това племе се причеслява към метоаките.
- Шинекок
- Монтауки (Меантикут) – в източния край на Лонг Айлънд. Преди контакта с европейците са доминиращо племе на острова и понякога името им е използвано общо за всички племена метоаки.[1]